# Antirotationsleine
Die Antirotationsleine (ARL, auch Antirotationsschnur genannt) ist ein Hilfsmittel bei der (Gebirgs-)Luftrettung. Mit ihr wird bei Seilrettungsverfahren (Windenrettung oder Rettungstau) der Rettungssack mit dem horizontal liegenden Patienten durch einen Helfer am Boden gehalten. So verhindert man, dass im Schwebeflug der drehende Abwindimpuls (Downwash) des Hauptrotors den Rettungssack in Rotation versetzt.
Die Antirotationsleine wird vor dem Übergang in den Vorwärtsflug vom Luftretter gelöst und abgeworfen. Bei Problemen kommt eine Sollbruchstelle zum Einsatz, die verhindert, dass der Rettungssack und damit indirekt der Hubschrauber am Boden gefesselt wird. Um eine Rotation des Rettungssacks per Antirotationsleine zu verhindern, muss der Helfer am Boden jedoch einen gewissen seitlichen Abstand zum Rettungssack einnehmen können. Das ist an räumlich begrenzten Einsatzstellen, wie sie vor allem im Gebirge vorgefunden werden, häufig nur schwer möglich. Deshalb kann dort bei vielen Seilrettungen die Antirotationsleine nicht nutzbringend eingesetzt werden.